# Sorex tenellus
Sorex tenellus, conocida comúnmente como musaraña de Inyo, es una especie de musaraña que se encuentra en el oeste de los Estados Unidos. Es de color gris claro y blanco, con un cráneo angosto y un tamaño corporal pequeño, muy similar en apariencia a la musaraña enana relacionada (Sorex nanus), pero más pálida y no tan grande. Se puede encontrar en muchos hábitats diferentes, desde regiones rocosas y montañosas hasta humedales y áreas ribereñas. No se sabe mucho sobre sus hábitos de comportamiento y reproducción. Si bien apenas se ha estudiado, se cree que su población es estable y no está bajo ninguna amenaza.

## Taxonomía
Sorex tenellus fue descrito por primera vez por Clinton Hart Merriam en 1895. La localidad tipo, Lone Pine Creek, se encuentra en el condado de Inyo, California. Identificó dos subespecies: Sorex tenellus tenellus (la subespecie nominada) y Sorex tenellus nanus (que desde entonces ha sido elevada al estatus de especie como Sorex nanus). En 1902, Merriam identificó dos nuevas subespecies, Sorex tenellus lyelli y Sorex tenellus myops, a partir de especímenes recolectados el verano anterior. Sorex tenellus lyelli ahora recibe el estatus de especie como Sorex lyelli,  mientras que Sorex tenellus myops también fue identificado como una especie separada por Hartley Harrad Thompson Jackson en 1928. Sin embargo, en 1941, S. myops fue reclasificado como sinónimo de S. tenellus.
La musaraña de Inyo a veces se conoce como la musaraña enana de la Gran Cuenca para distinguirla de Sorex nanus, que se conoce como la musaraña enana o la musaraña enana de las Montañas Rocosas. Debido a su tamaño intermedio y masa corporal entre la musaraña enana más grande y la musaraña ornamentada más pequeña, así como la posibilidad de que sus áreas de distribución se superpongan (aunque esto no se ha observado hasta ahora), es posible que las tres formen una sola especie. Los estudios genéticos del género Sorex de 2003 y 2010 han identificado respectivamente a S. tenellus como perteneciente al subgénero Otisorex (junto con S. hoyi, S. monticolus, S. palustris y S. vagrans) o fuera de él, en un débil clado apoyado con S. fumeus, S. oreopolus y S. ventralis.

## Descripción
La musaraña Inyo es pequeña y de color pálido. Sus partes superiores son de color gris ceniza claro, mientras que sus partes inferiores y pies son de color blanco. La cola es bicolor, con la parte superior más oscura que la parte inferior blanca. Su cráneo es pequeño, estrecho y extremadamente plano. La caja craneana está deprimida hasta la tribuna y el paladar es delgado. No hay mayor dimorfismo sexual. En tamaño, varía de 85 a 103 milímetros de largo, con una longitud de cola de 36 a 48 milímetros y un peso de 3,4 a 4,1 gramos. En comparación con la musaraña enana (Sorex nanus), con la que alguna vez se consideró conespecífica, S. tenellus es un poco más grande, con una cola más larga. También es más pálido y gris. Al igual que otras musarañas pequeñas, muda cada dos años, a su pelaje de verano a mediados o finales de julio y a su pelaje de invierno muy probablemente en octubre.

## Distribución y hábitat
La musaraña de Inyo vive exclusivamente en los Estados Unidos. Según datos de 2016 de la Unión Internacional para la Conservación de la Naturaleza (UICN), se encuentran únicamente en los estados de California y Nevada. Sin embargo, se registró un espécimen en 2014 en Deep Creek Range, Utah, el descubrimiento más oriental de una musaraña de Inyo en ese momento, así como el primero en Utah.
Habita en una variedad de hábitats, incluyendo zonas ribereñas, fondos de cañones, áreas rocosas y montañosas, y comunidades de abetos rojos. Pueden tener una tolerancia relativamente alta para ambientes más secos. Suelen encontrarse en altitudes superiores a los 2300 metros. Si bien es un hábitat más marginal, también pueden habitar humedales. Se ha encontrado que la especie vive en simpatría con la musaraña de Preble (Sorex preblei) en el Parque nacional volcánico Lassen de California.

## Comportamiento y ecología
Esencialmente, no se sabe nada sobre la ecología, el comportamiento o la reproducción de la musaraña de Inyo, debido al poco estudio que ha recibido. Consume principalmente insectos (posiblemente cuerpos de insectos transportados por el viento dejados a gran altura), así como otros pequeños invertebrados (como gusanos, moluscos y ciempiés). Permanece activo todo el año. En 1987, la musaraña de Inyo fue identificada como huésped de una especie recién descrita de parásito unicelular recuperado de sus heces, Eimeria inyoni. El parásito, de la subclase Coccidia, se destacó por su pared celular delgada y lisa.

## Conservación
La UICN clasifica a la musaraña de Inyo como de menor preocupación debido a su población estable, su presencia en múltiples áreas protegidas y la falta de amenazas importantes para la especie. Se estima que la población supera los 10.000 adultos y es estable.